# بيرنت فون هايزيلر
بيرنت فون هايزيلر Bernt von Heiseler (ولد في 14 يونيو 1907 في براننبورج – ومات في 24 أغسطس 1969 في فوردرلايتن قرب ديجرندورف الواقعة على نهر الإن) هو أديب ألماني.
ولد هايزيلر ابنا للشاعر هنري فون هايزيلر. درس في ميونخ وتوبنجن (من بين ما درس علم اللاهوت البروتستانتي).
كتب هايزيلر القصائد والأقاصيص والروايات والقطع المسرحية والمقالات وسير كل من شيللر وكلايست ووالده (1932). وقد أصدر هايزيلر سيرة والده في طبعة مجمعة (ثلاثة أجزاء) ثم مختارات (1949) وكتب مقالا صغيرا عنه بعنوان «هنري فون هايزيلر.. طريقه إلى الأعمال» (1932). وفضلا عن ذلك أصدر أعمال أيشندورف وغوته وهولدرلين وكلايست وموريكه وشتيفتر وبيرتلسمان في جوترسلوه.
صدرت في عام 1963 مسرحيته المعنونة «تل أويْلنشبيجل والحقيقة».
وقد حول بيت فوردرلايتن إلى ملتقى ثقافي. تقرأ في قاعته الكبيرة المقتطفات الأدبية وتلقى المحاضرات والمقالات وتقام فيه أيضا الحفلات الموسيقية.
وفي الرابع عشر من أغسطس 1949 مات هايزيلر إثر نوبة قلبية مفاجئة.

## روابط خارجية
- بيرنت فون هايزيلر على موقع مونزينجر (الألمانية)